# Дубнищева, Татьяна Яковлевна
Татья́на Я́ковлевна Дубни́щева  (ранее — Попова; род. 25 декабря 1940, Томск, СССР) — советский и российский физик, специалист в области нелинейной оптики и спектроскопии, нелинейных взаимодействий в сложных системах, современного естествознания. Доктор физико-математических наук, профессор.

## Биография
Родилась 25 декабря 1940 года в Томске. Отец — геолог, мать — астроном. Её бабушка была одной из первых студенток физико-математического факультета Томского университета.
В 1963 году окончила физический факультет Томского государственного университета по специальности «физика».
В 1960-х годах была научным сотрудником теоретического отдела Института физики СО АН СССР.
В 1970 году окончила аспирантуру физического факультета Новосибирского государственного университета и Институте физики имени Л. В. Киренского СО АН СССР защитила диссертацию на соискание учёной степени кандидата физико-математических наук по теме связанной с нелинейными оптическими явлениями в спектрах газовых сред (специальность 01.04.03 — радиофизика, включая квантовую).
В 1971—1975 годах преподавала в Новосибирском государственном педагогическом институте, где читала полные курсы лекций по астрономии, истории физики и теоретической физике.
В 1975—1995 года — старший научный сотрудник Института теоретической и прикладной механики СО РАН и Института физики полупроводников СО РАН. В это же время преподавала в Новосибирском государственном университете, где читала полные курсы лекций по истории физики, теоретической физике и физической кинетике.
В 1995—2001 годах — доцент и профессор кафедры философии, в 2002—2016 годах — профессор и заведующая кафедрой современного естествознания и наукоёмких технологий, а с 2016 года — профессор кафедры математики и естественных наук и профессор кафедры информационных технологий Новосибирского государственного университета экономики и управления. Также преподавала в Новосибирском государственном техническом университете.
В 1998 году в Томском государственном университете защитила диссертацию на соискание учёной степени доктора физико-математических наук по теме «Когерентные явления в нелинейной спектроскопии временных и пространственных частот» (специальность 01.04.05 — оптика). Официальные оппоненты — член-корреспондент РАН, доктор физико-математических наук, профессор С. Д. Творогов, доктор физико-математических наук, профессор А. М. Янчарина и доктор физико-математических наук, профессор В. В. Анциферов. Ведущая организация — Институт математического моделирования СО РАН.
В 1999 году присвоено учёное звание профессора (по кафедре логики и методологии науки Новосибирского государственного университета).
С 2012 года — член учебно-методического совета «Инноватика».
С 2016 года — член совет федерального учебно-методического объединения по университетскому политехническому образованию Министерства образования и науки Российской Федерации.

## Научная деятельность
Т. Я. Дубнищева является известным специалистом в области спектроскопии и нелинейной оптики (автор более 80 научных работ), ей исследованы вопросы перехода от хаоса к упорядоченности, изучены возможности диагностики сред с применением лазерного излучения, предложены методы изучения сред при помощи узких резонансов, рассмотрены проблемы устойчивости и конкуренции различны типов колебаний в лазерах. Выступила в качестве научного научного руководителя двух кандидатских диссертаций.
Неоднократно участвовала в международной зимней школы физиков-теоретиков «Коуровка», где познакомилась с такими учёными, как Ф. Э. Басс, С. В. Вонсовский, Г. В. Скроцкий, Н. В. Тимофеев-Ресовский, В. М. Файн. Здесь она также познакомилась с русским космизмом, о том как применяются в генетике и теориях эволюции идеи квантовой теории, а также принимала участие в обсуждениях касающихся подходов к анализу нелинейных явлений и поведении систем многих частиц. Кроме того, участвовала в научных школах по голографии, которые проводил Г. В. Скроцкий, и почти во всех вавиловских конференциях посвящённых нелинейной оптике. Общалась и работала с такими учёными как С. А. Ахманов, Ю. Б. Румер, Г. Хакен, Р. В. Хохлов и В. П. Чеботаев.
В 1970-е годы в Клубе межнаучных контактов (президентом которого являлась несколько лет) Дома учёных Новосибирского Академгородка проводила ежегодный цикл лекций по нелинейным явлениям в различных естественнонаучных областях.
Учебник «Концепции современного естествознания» (Новосибирск: ЮКЭА, 1997) рекомендован Министерством общего и профессионального образования Российской Федерации в качестве основного в «Примерной программе „Концепции современного естествознания“ для ГОС-2 для студентов гуманитарных специальностей». В 2001 году пятое издание учебника стало лауреатом конкурса учебников и учебных пособий нового поколения Министерства образования Российской Федерации и было рекомендовано для студентов социально-экономических специальностей.
Принимала участие в разработке «Примерной программы дисциплины „Концепции современного естествознания“ для ФГОС 3-го поколения» получившую рекомендацию Научно-методического совета по физике Министерства образования и науки Российской Федерации (председатель академик РАН Ж. И. Алфёров), а учебное пособие для высших учебных заведений «Концепции современного естествознания» (М.: Академия, 2009) было включено в перечень основной литературы.

## Научные труды
Полный перечень научных работ см.

### Учебники и учебные пособия
- Дубнищева Т. Я. Ретрофизика в зеркале философской рефлексии: Учеб. пособие по дисциплинам "Концепции современного естествознания", "Эволюция физических идей", "История науки", "Философия". — М. : Изд. дом "ИНФРА-М", 1997. — 333 с. (Серия "Высшее образование") ISBN 5-86225-554-0
- Дубнищева Т. Я. Концепции современного естествознания. Учебник / под ред. акад. РАН М. Ф. Жукова. — Новосибирск: ЮКЭА, 1997. — 832 с. — 30 000 экз. — ISBN 5-86750-078-0.
- Дубнищева Т. Я. Концепции современного естествознания: методические рекомендации. — Новосибирск : ЮКЭА, 1997. — 79 с. ISBN 5-86750-083-7, 3000 экз
- Дубнищева Т. Я., Пигарев А. Ю. Современное естествознание : Учеб. пособие: Для студентов вузов. — М. : Изд.-внедрен. центр "Маркетинг": ЮКЭА, 2000. — 159 с. ISBN 5-7856-0143-5
- Дубнищева Т. Я. Концепции современного естествознания  : учебное методическое пособие к электронному учеб. / Томский гос. ун-т систем упр. и радиоэлектроники (ТУСУР), Каф. автоматизированных систем упр. (АСУ). — Томск : Томский межвузовски центр дистанционного обучения, 2002. — Электрон. опт. диск (CD) : цв.
- Дубнищева Т. Я. Концепции современного естествознания. Основной курс в вопросах и ответах: учеб. пособие. — 2-е изд., испр. и доп. — Новосибирск : Сибирское университетское издательство, 2005. — 590 с. (Университетская серия) ISBN 5-94087-280-8
- Дубнищева Т. Я., Рожковский А. Д. Концепции современного естествознания: практикум. — М.: Академия, 2009. — 320 с. (Высшее профессиональное образование. Естественные науки) ISBN 978-5-7695-5993-8
- Дубнищева Т. Я. Концепции современного естествознания: учебное пособие для студентов высших учебных заведений, обучающихся по направлениям "Философия", "Политология", "Психология". — М.: Академия, 2011. — 352 с. (Высшее профессиональное образование. Бакалавриат) ISBN 978-5-7695-7954-7 (Гриф УМО по классическому университетскому и техническому образованию)
- Дубнищева Т. Я. Концепции современного естествознания для социально-экономических направлений: учебное пособие для студентов высшего профессионального образования, обучающихся по направлению подготовки "Социальные науки", "Экономика и управление". — 11-е изд., испр. и доп. — М.: Академия, 2012. — 607 с. (Высшее профессиональное образование. Бакалавриат) ISBN 978-5-7695-8501-2
- Дубнищева Т. Я. Концепции современного естествознания: учебное пособие для студентов высших учебных заведений, обучающихся по направлениям : "Философия", "Политология", "Психология", "Журналистика", "Международные отношения", "Востоковедение и африканистика", "Культурология", "Религиоведение", "Теология", "Организация работы с молодёжью". — 2-е изд., перераб. и доп. — М.: Академия, 2013. — 352 с. (Высшее профессиональное образование. Бакалавриат) ISBN 978-5-7695-9773-2 (Гриф УМО по классическому университетскому и техническому образованию)

### Статьи
на русском языке
- Попова Т. Я., Попов А. К. Стимулированное излучение атомов при взаимодействии каскадных. // Журнал экспериментальной и теоретической физики. 1967. Т. 52. № 6. С. 1517—1528.
- Попова Т. Я., Попов А. К. Стимулированное излучение атомов при конкурирующих переходах. // Известия Сибирского отделения Академии наук СССР, сер. техническая. 1968. № 3. С. 36—39.
- Попова Т. Я., Попов А. К., Раутиан С. Г., Феоктистов А. А. О резонансных радиационных процессах. // Журнал экспериментальной и теоретической физики. 1969. T. 57. № 2. С. 444—452.
- Попова Т. Я., Попов А. К., Раутиан С. Г., Соколовский Р. И. Нелинейные интерференционные эффекты в спектрах поглощения и генерации // Журнал экспериментальной и теоретической физики. 1969. Т. 57. № 3. С. 850—863.
- Попова Т. Я., Попов А. К. Резонансные радиационные процессы и коэффициент усиления. // Журнал прикладной спектроскопии. 1970. № 12. С. 989—993.
- Попова Т. Я., Попов А. К. Форма линии усиления в сильном поле на смежном переходе. // Известия высших учебных заведений. Физика. 1970. № 11. С. 38.
- Попова Т. Я., Раутиан С. Г. Влияние столкновений и вырождения уровней на эффект насыщения в газовых системах // Оптика и спектроскопия. 1970. Т. 28. С. 869—876,
- Попова Т. Я. Нелинейное поглощение слабого поля в присутствии сильного для случая резонансной флюоресценции // Оптика и спектроскопия. 1974. Т. 36. № 3. С. 605—606.
- Попова Т. Я. Использование модулированного оптического излучения для получения узких нелинейных резонансов в спектроскопии газов. // Журнал прикладной спектроскопии. 1975. № 24. С. 844—849.
- Курбатов А. А. Попова Т. Я., Преображенский Н. Г. Движение заряженной частицы в однородном вращающемся магнитном поле // Известия высших учебных заведений. Физика. 1976. № 12. С. 7—11.
- Курбатов А. А. Попова Т. Я., Преображенский Н. Г. Влияние магнитного поля на поддержание непрерывного оптического разряда в инертном газе // Журнал технической физики. 1977. Т. 47. С. 659—661.
- Василенко Л. C., Попова Т. Я., Рубцова H. H., Скворцов М. Н. Изучение молекулярной релаксации в SF6 методом амплитудно-модулированной волны" // Квантовая электроника. 1978. Т. 5. № 1. С. 56—62.
- Курбатов А. А., Попова Т. Я. Оптическая активность нелинейно поглощающей среды, индуцированная светом. // Оптика и спектроскопия. 1978. Т. 45. № 4. С. 758—765.
- Курбатов А. А., Попова Т. Я. О возможности наведения светом оптической активности в газовой среде. // Письма в Журнал технической физики. 1978. Т. 4. № 6. С. 361—365.
- Дубнищев Ю. Н., Попова Т. Я. Пространственно-частотные резонансы в нелинейно поглощающей ячейке. // Письма в Журнал технической физики. 1978. Т. 4. № 9. С. 526—529.
- Дубнищев Ю. Н., Попова Т. Я. Пространственно-частотные характеристики нелинейно поглощающей среды. // Оптика и спектроскопия, 1978. Т. 44. № 4. С. 815—817.
- Курбатов А. А., Попова Т. Я. Нелинейные поляризационные явления в спектре газа, помещенного в магнитное поле. // Журнал прикладной спектроскопии. 1979. Т. 31. № 5. С. 922—925.
- Курбатов А. А., Попова Т. Я. Особые точки на контуре линии нелинейного поглощения газа. // Оптика и спектроскопия. 1980. Т. 49. № 2. С. 402—403.
- Дубнищева Т. Я., Мицель А. А., Веретенников М. В. Учебник по курсу "Концепции современного естествознания" для дистанционного образования // Высшее образование в России. 1999. № 6. С. 68—73.
- Дубнищева Т. Я., Пигарев А. Ю. Трансдисциплинарные идеи в курсе КСЕ // Высшее образование в России. 2002. № 2. С. 125-127.
- Дубнищева Т. Я., Пигарев А. Ю. Естественнонаучный аспект подготовки будущих управленцев // Философия образования — 2002. — № 5. — С. 192—194
- Дубнищева Т. Я., Рожковский А. Д. Синергетическим принципам преподавания курса "Концепции современного естествознания" для гуманитариев // Физическое образование в ВУЗах. 2002. Т. 8. № 2. С. 126—136.
- Дубнищева Т. Я., Репиский С. М. Естествознание и современная система образования // Научные записки НГАЭиУ. Новосибирск: НГУЭУ, 2004. С. 117—124.
- Дубнищева Т. Я. О синергетической интерпретации социально-экономических процессов // Научные записки НГУЭУ. Новосибирск: НГУЭУ, 2006. С. 5—11.
- Дубнищева Т. Я., Бетеров И. И. Развитие нелинейной лазерной спектроскопии в Новосибирском Академгородке и проблемы проведения исследований в вузах // Фундаментальные исследования. 2008. № 8. С. 50.
- Дубнищева Т. Я., Рожковский А. Д. Использование компьютерных лабораторных работ для изучения динамики нелинейных колебательных процессов // Физическое образование в ВУЗах. 2009. Т. 15. № 2. С. 55—62.
- Дубнищева Т. Я., Рожковский А. Д. Воспитание устойчивости к манипуляциям сознания как функция естественнонаучного образования // Современные проблемы науки и образования. 2009. № 2. С. 28—29.
- Дубнищева Т. Я., Рожковский А. Д. Использование современных информационных технологий в кадровом обеспечении инновационной сферы деятельности // Современные проблемы науки и образования. 2009. № 6-1. С. 22—24.
- Дубнищева Т. Я. Синергетическое моделирование социально-экономических процессов // Вестник НГУЭУ. 2009. № 2. С. 25—39.
- Дубнищева Т. Я., Рожковский А. Д. Концепции естествознания в современном образовании // Вестник Томского государственного педагогического университета. 2011. № 2. С. 50—56.
- Дубнищева Т. Я. Концепции современного естествознания (учебник для бакалавров) // Международный журнал экспериментального образования. 2011. № 9. С. 25—27.
- Дубнищева Т. Я. Синергетическое моделирование управления образованием // Идеи и идеалы. 2013. Т. 2. № 4 (18). С. 3—12.
- Дубнищев Ю. Н., Дубнищева Т. Я. Фурье-сопряженные модели в концепции корпускулярно-волнового дуализма // Вестник НГУЭУ. 2015. № 1. С. 341—346.
- Дубнищева Т. Я., Кузнецова А. Я. Международная научная конференция "интеллект. Культура. Образование - 2018" // Сибирский педагогический журнал. 2018. № 6. С. 159—161.
- Дубнищева Т. Я. О принципиальной возможности путешествия во времени // Идеи и идеалы. 2018. Т. 1. № 2 (36). С. 182—200. doi:10.17212/2075-0862-2018-2.1-182-200

на других языках
- Kurbatov A. A., Popova T. Ya. Manifestations de frequencespatiale dans les spectres de dichroisme et de birefringence des gas // Optics Communications[англ.]. 1983. Vol. 43. № 5. P. 329—336.
- Bokhan Р. А., Dubnishcheva T. Ya., Zakrevskii D. E., Nastaushev Yu. V. Micron-image transfer system with brightness amplifier ingold-vapor laser. // Journal of Russion Laser Research. 1995. Vol. 16. № 2. P. 164—171.

## Награды
- Диплом и знак «Золотая кафедра России» Российской академии естествознания (РАЕ) «за заслуги в развитии отечественного образования, лекторское мастерство и участие в работе РАЕ и её изданиях» (2007)[4]
- Медаль имени В.И. Вернадского РАЕ «за выдающиеся достижения в просветительской деятельности в области естественных и гуманитарных наук» (2008)[4]
- Почётное звание «Заслуженный деятель науки и образования» РАЕ «за заслуги в разработке приоритетных направлений науки и техники и подготовке научных кадров» (2009)[4]
- Национальный сертификат качества в номинации «Лучший информационный проект» Всероссийской выставки учебно-методических изданий (2011) за учебное пособие  «Концепции современного естествознания: Бакалавриат» (М., 2011)[4]
- Диплом лауреата международных книжных выставок РАЕ и Национальной программы «Золотой фонд отечественной науки», серия «Фундаментальные научные издания» (2014)[4]
- Диплом лауреата 13-й Международной книжной выставки и в Астане (2015)[4]
- Диплом и золотая медаль лауреата 36-го Парижского книжного салона (2016)  за учебное пособие: «Концепции современного естествознания: учебное пособие» (11 изд., перераб. и доп. — М., 2012)[4]